# 环形模具陨石坑
环形模具陨石坑（Ring mold crater）是火星上一种看上去像烘焙用环形模具的撞击陨石坑。这种陨坑发现于火星上部分埋藏有冰的区域，据信，它们是因陨石撞击到被碎屑覆盖的冰层而形成。实验室模拟证实，撞击冰层上的结果会形成“环形模具形状”。它们也比小行星撞击固体岩石形成的陨石坑更大，撞击到冰中会使冰变热，并融化成环形模具形状。这些陨石坑常见于舌状岩屑坡和线状谷底沉积中。在都特罗尼勒斯桌山群一道沿火星分界线分布的峡谷—马墨耳斯谷中发现了很多。它们可能是未来火星定居者寻找水冰的一条捷径。
2018年，在德克萨斯州举行的一次行星科学会议上，提出了一项关于环模陨石坑形成于撞击冰层的修正，这一新的假设涉及覆盖层。

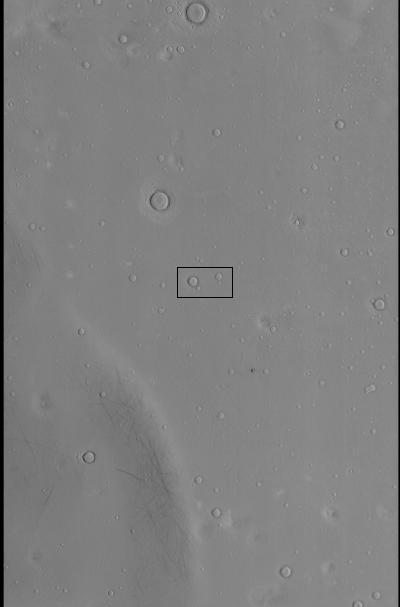
应用于高分辨率成像科学设备拍摄的下一张图像的背景照片，方框指示了下一幅图像的区域。
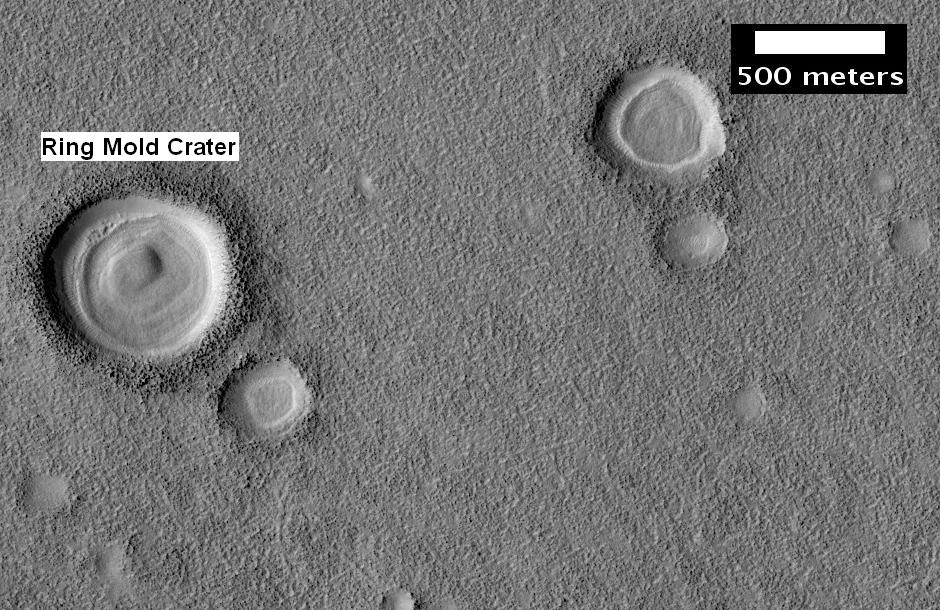
HiWish计划下高分辨率成像科学设备显示的可能的环形模具陨坑，陨坑的形状是由于撞击到冰层所导致。
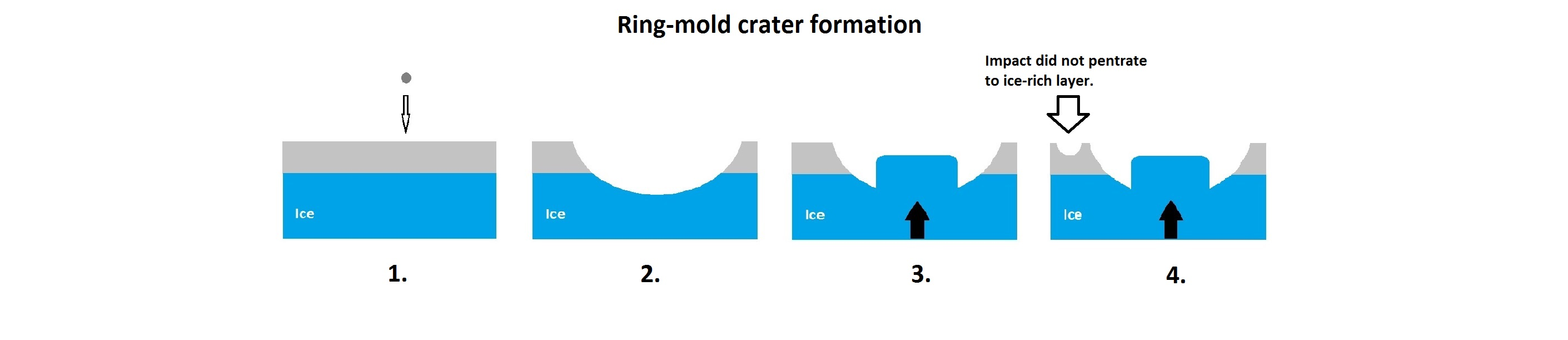
当撞击穿过冰层时，就形成了环模陨石坑，反弹形成环形模具形状，然后沉积在坑底的尘埃和碎屑又将冰层隔离开来。
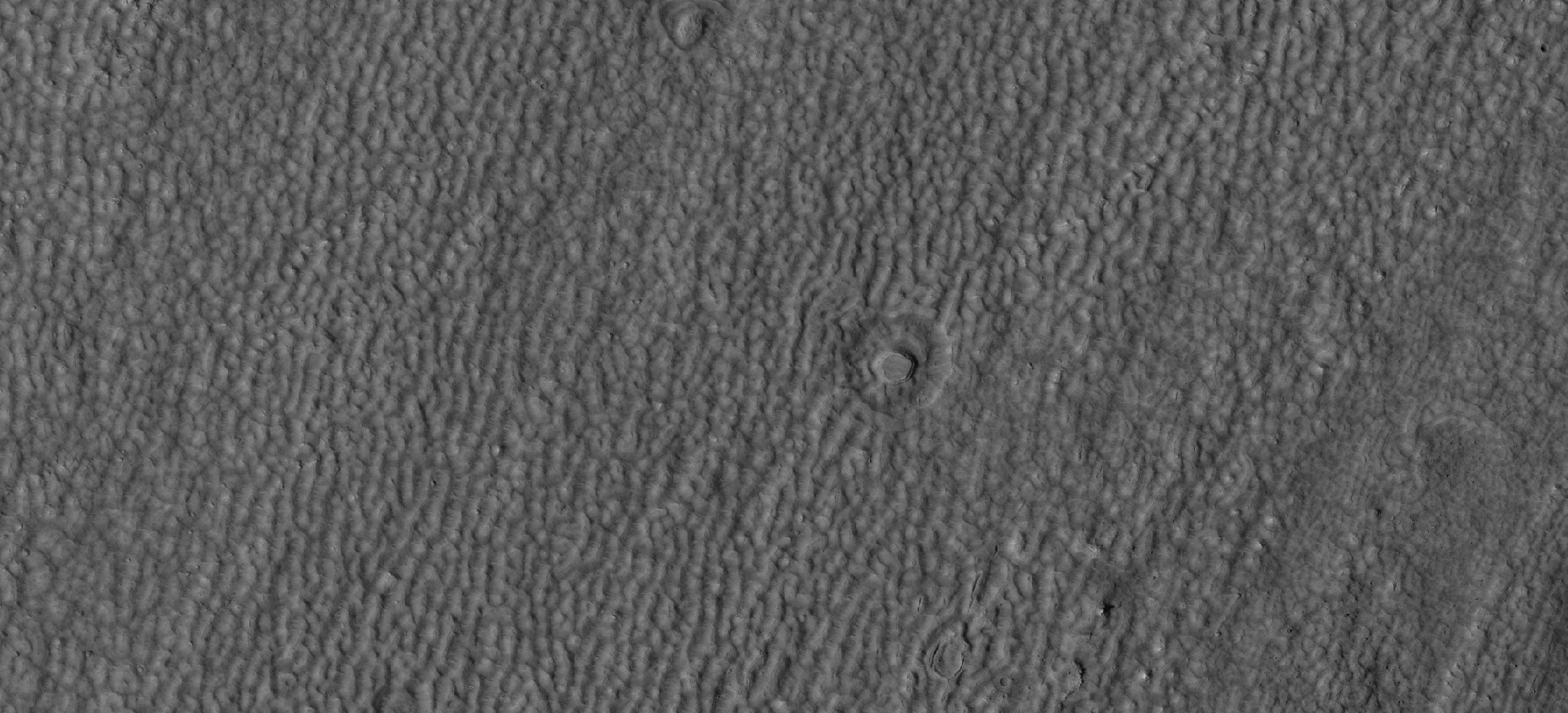
HiWish计]下高分辨率成像科学设备显示的伊斯墨诺斯湖区位于一座陨石坑坑底上的环模陨坑。
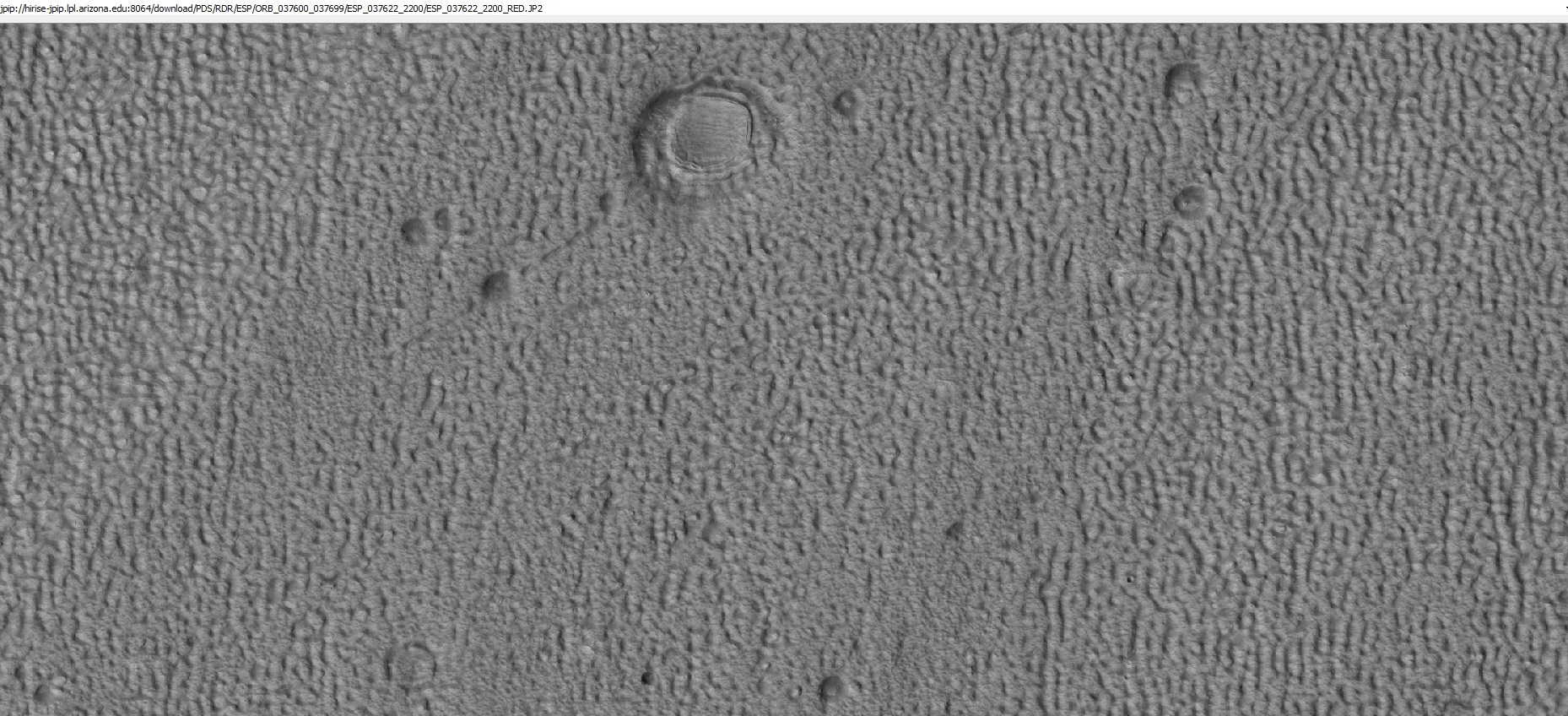
HiWish计划下高分辨率成像科学设备显示的伊斯墨诺斯湖区一座陨石坑内各种大小不一的环模陨坑。
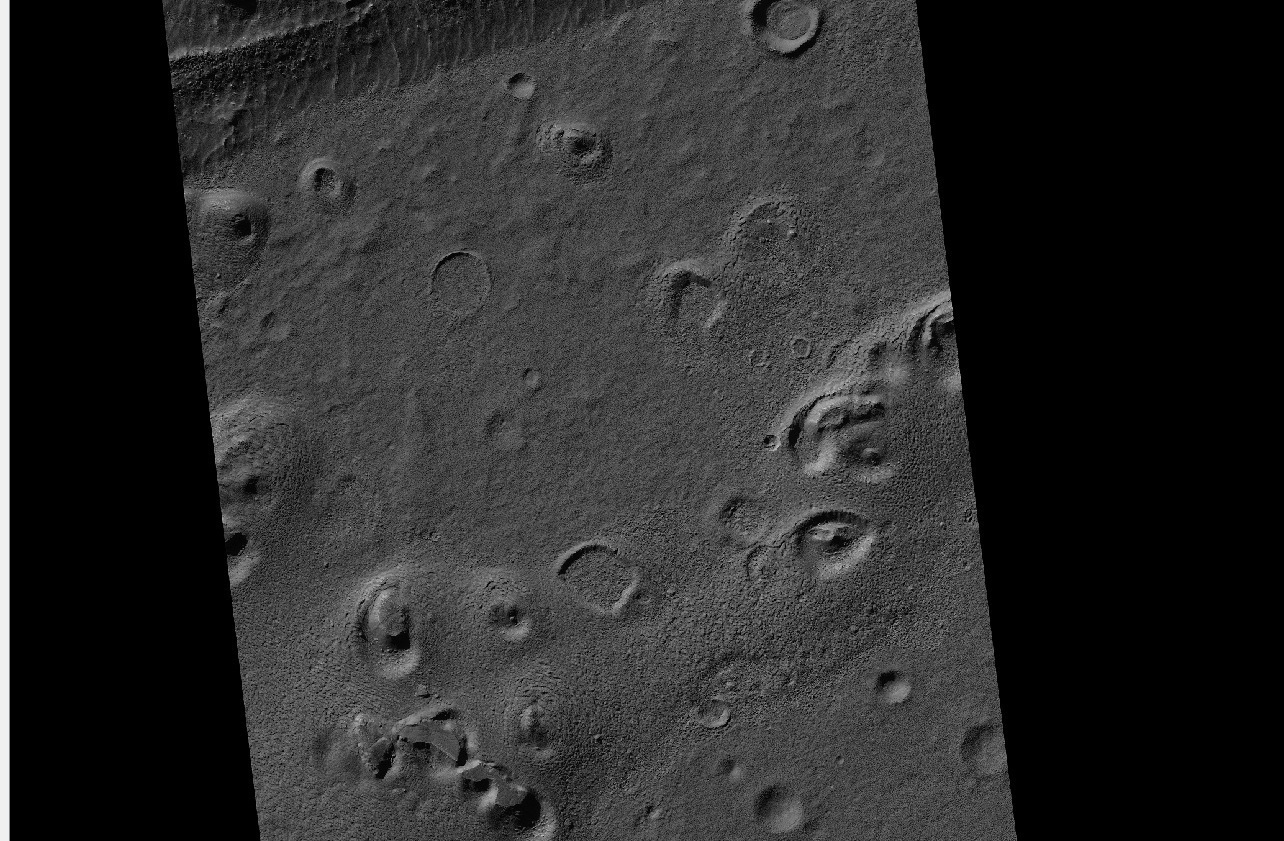
HiWish计划下高分辨率成像科学设备显示的环模陨坑区全景图。
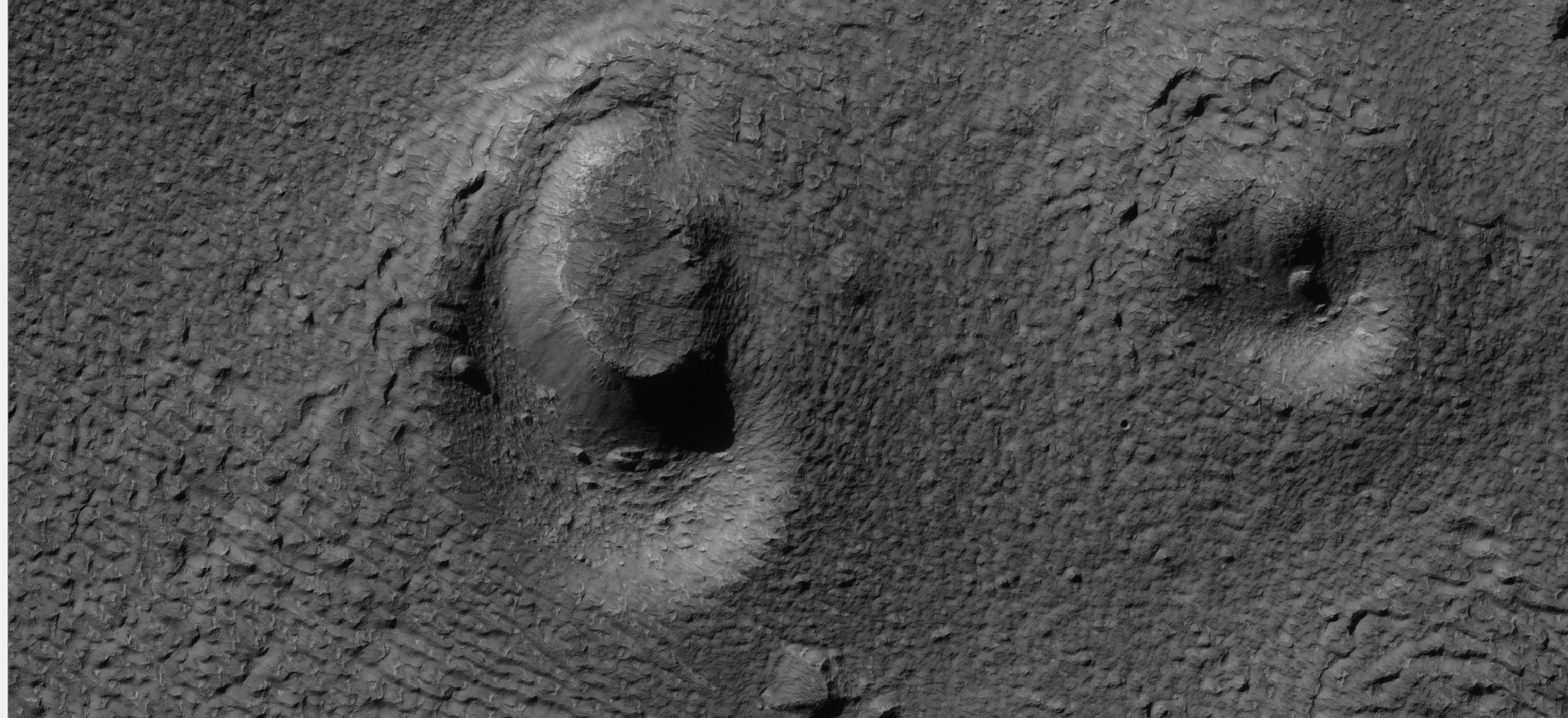
HiWish计划下高分辨率成像科学设备显示的环模陨石坑近景，注：这是前一幅环模陨坑区图像的放大版。

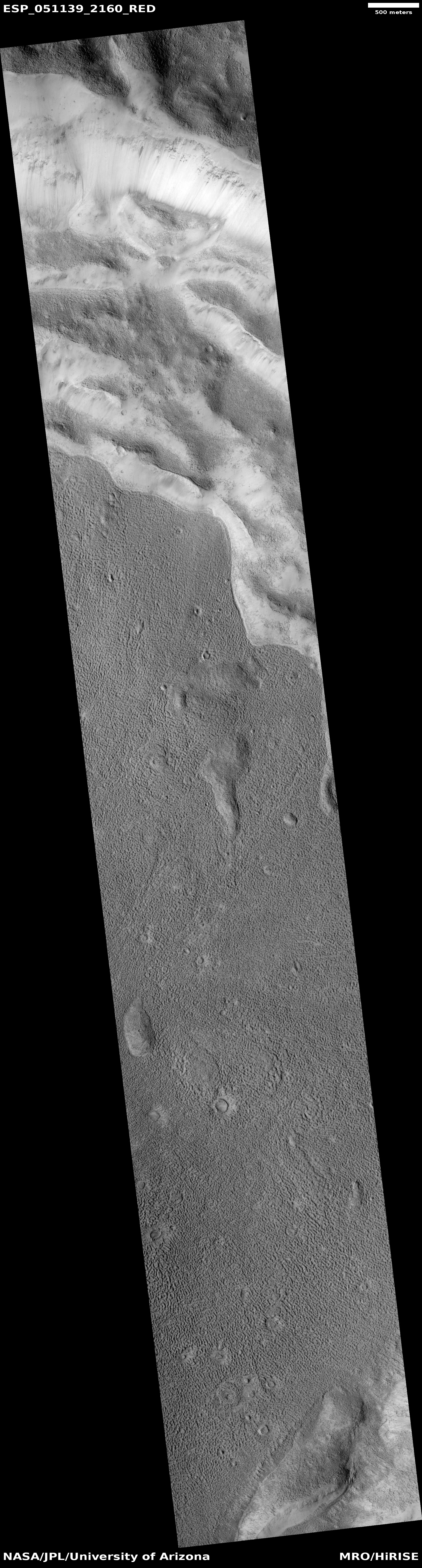
HiWish计划下高分辨率成像科学设备显示的伊斯墨诺斯湖区环模陨石坑全景图。
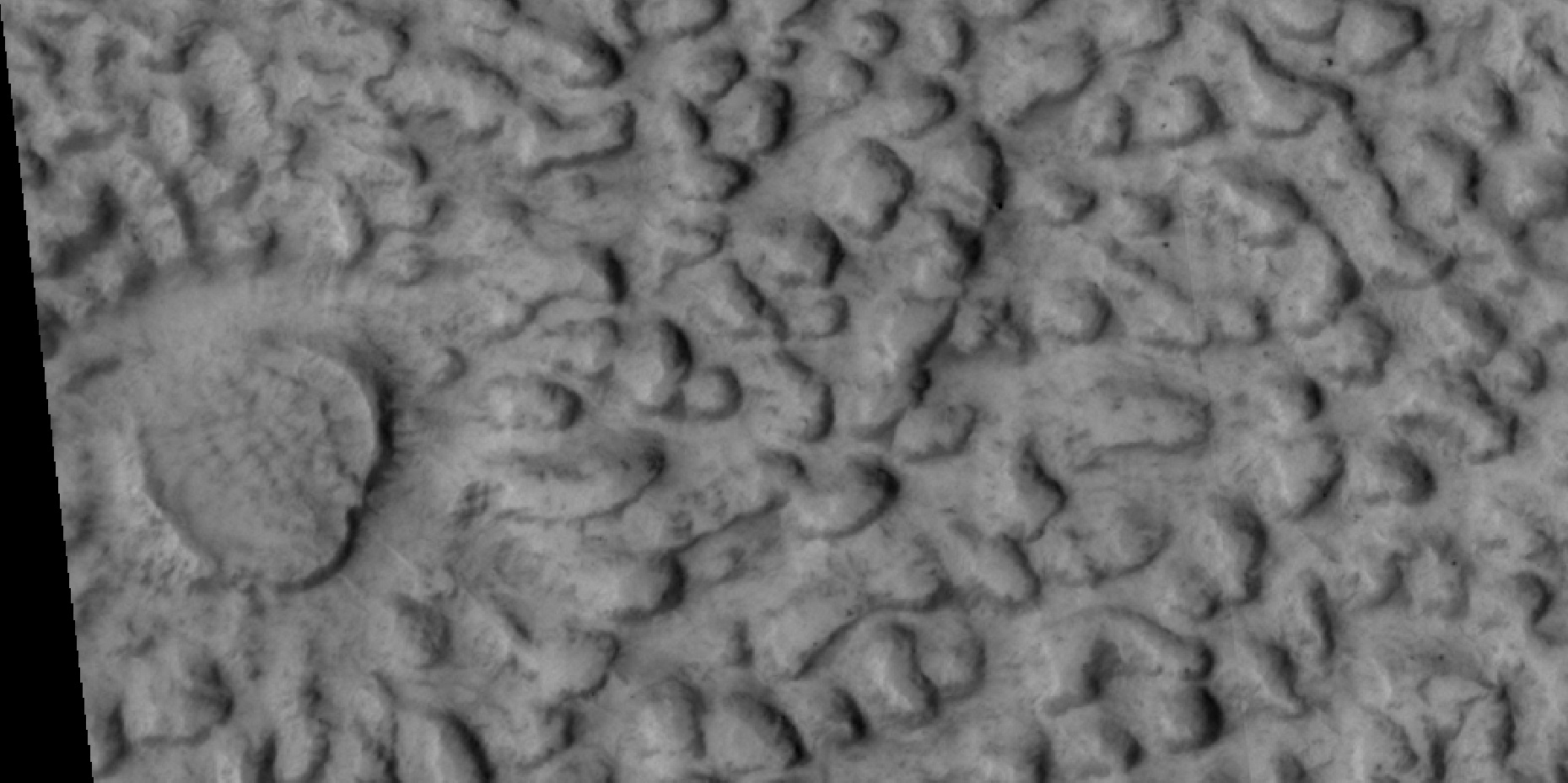
HiWish计划下高分辨率成像科学设备显示的环模陨石坑近景图。
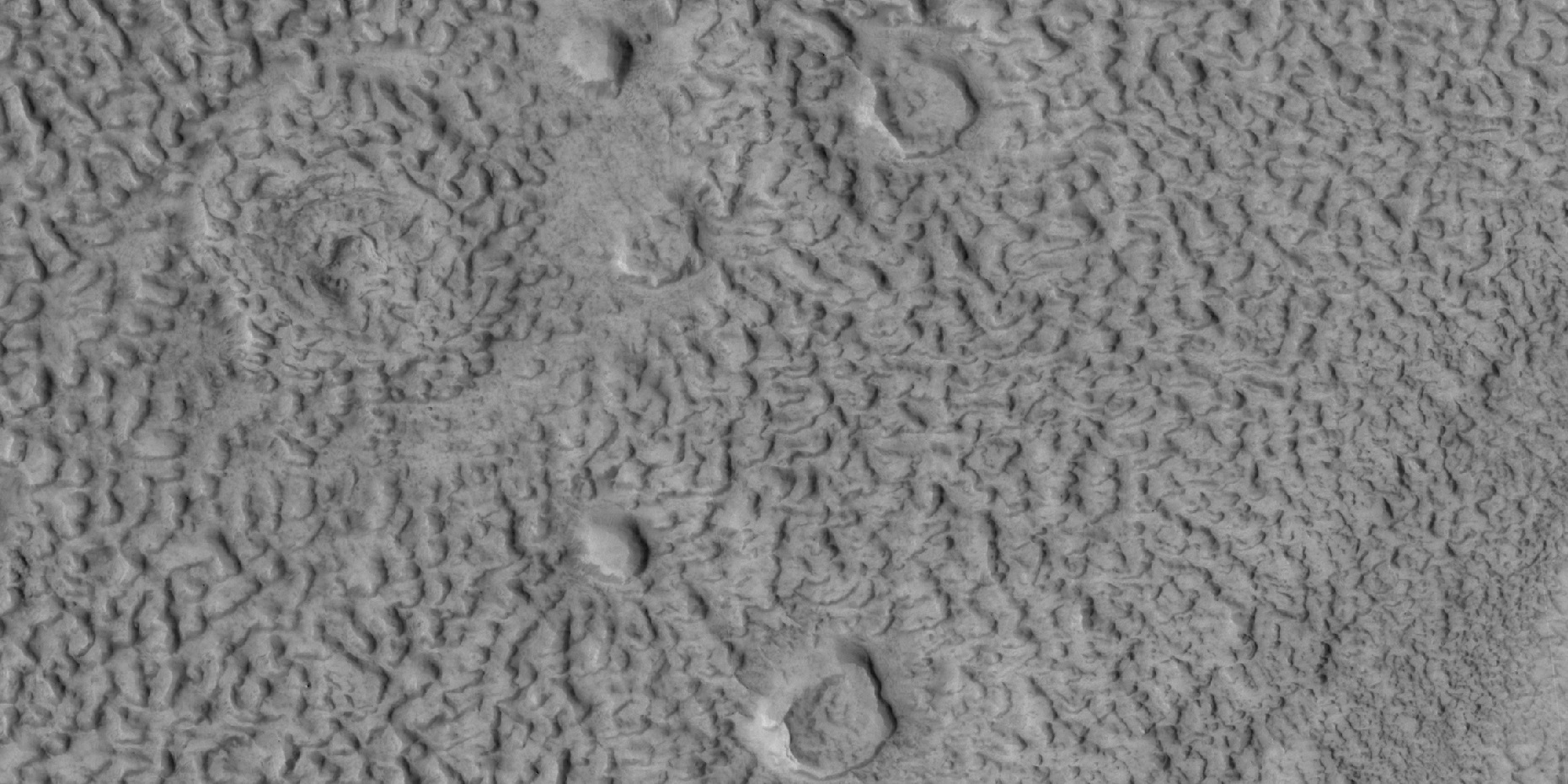
HiWish计划下高分辨率成像科学设备显示的一群环模陨石坑。

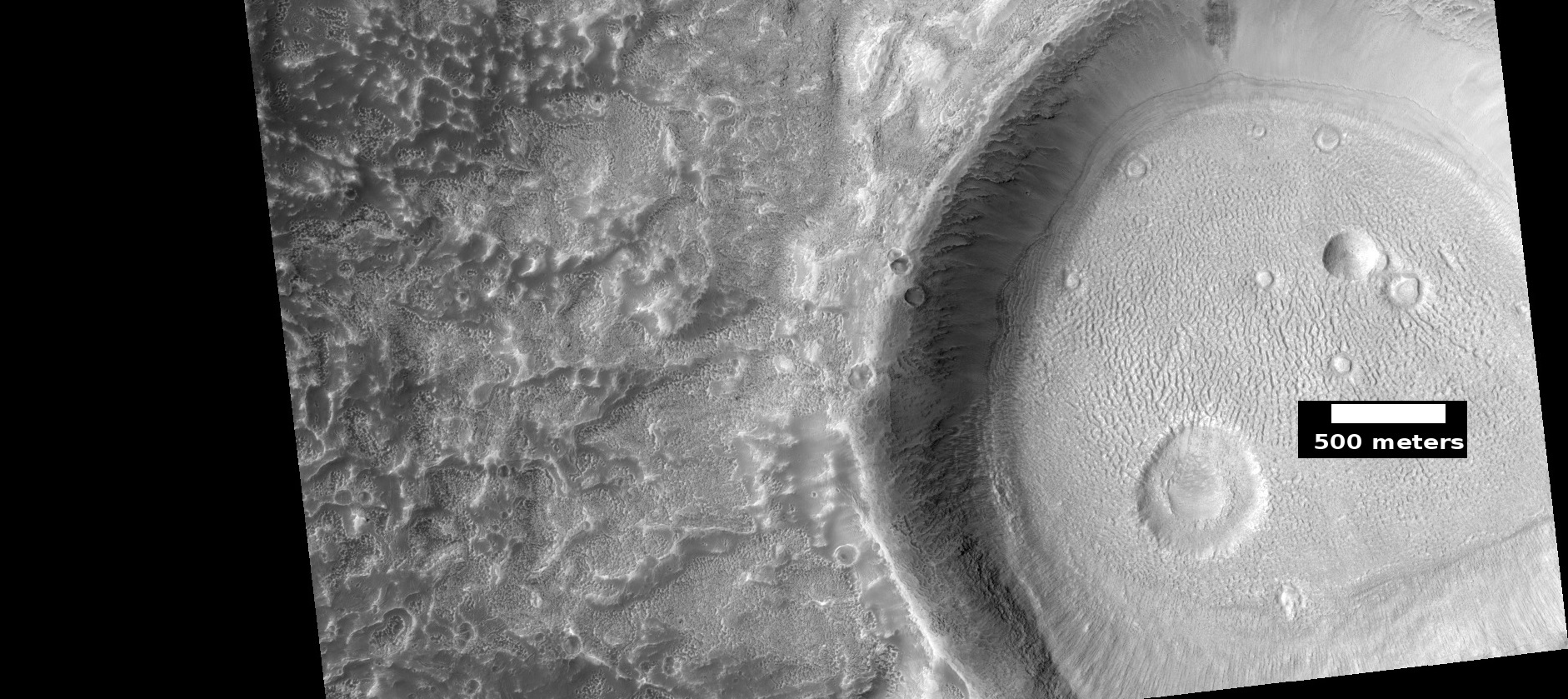
HiWish计划下高分辨率成像科学设备显示的位于一座更大陨石坑坑底上的环模陨坑全景图。
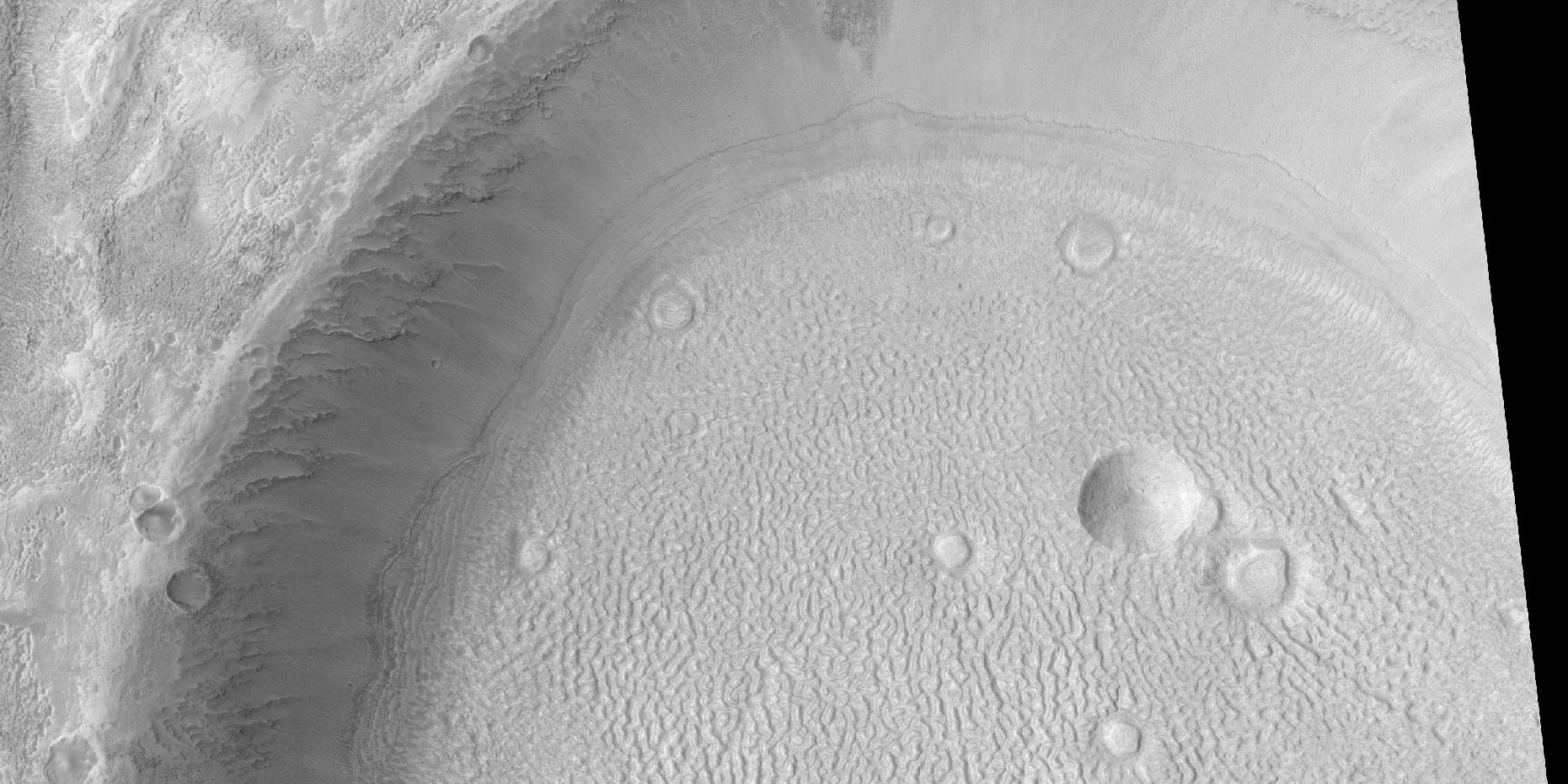
HiWish计划下高分辨率成像科学设备显示的环模陨坑。
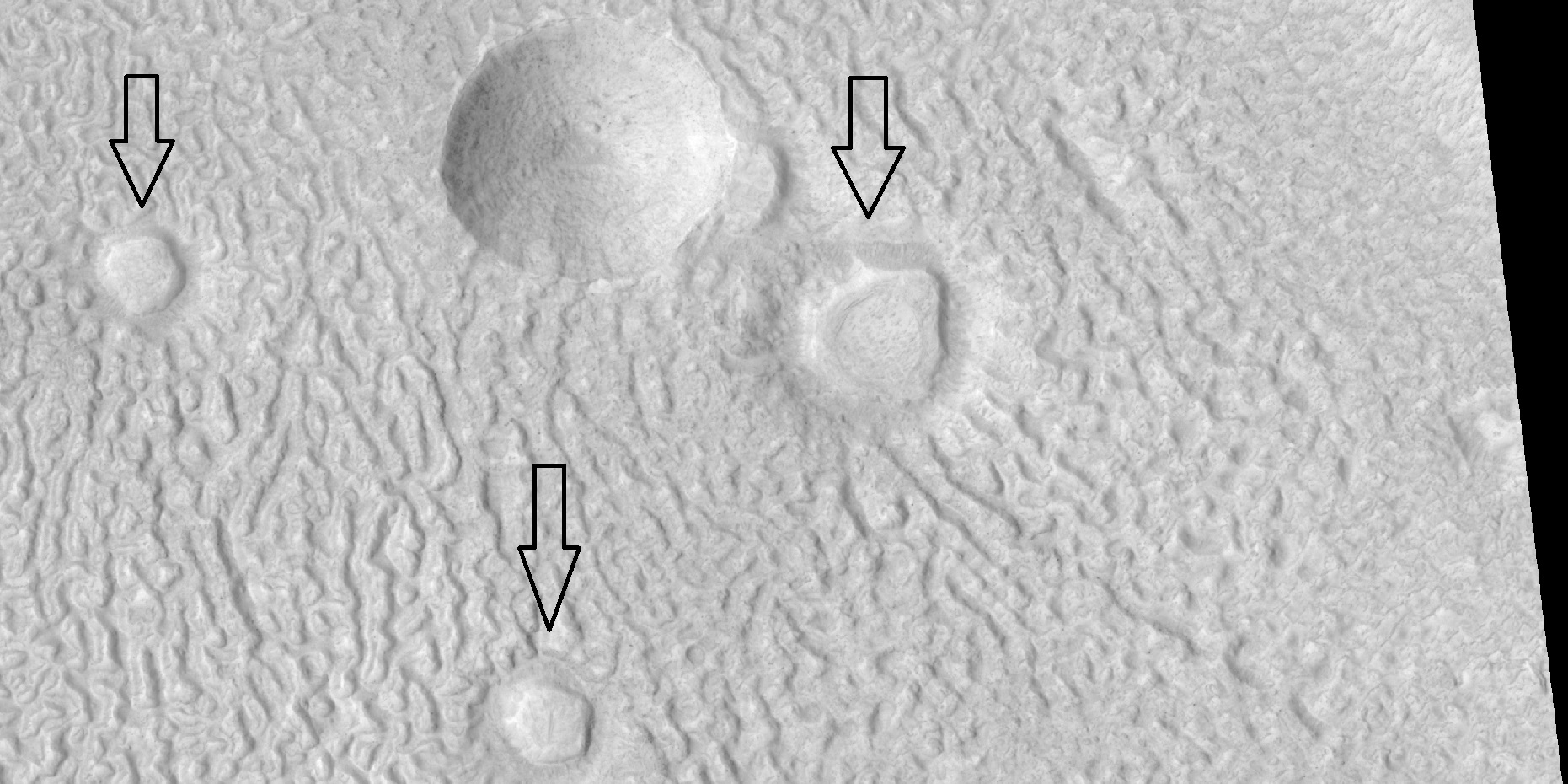
HiWish计划下高分辨率成像科学设备显示的环模陨坑和脑纹地形近景。

尽管目前火星上寒冷干燥，但它经历过重大的气候改变，在此过程中冰和雪沉积在了一些地区。一段时间以来，人们就已知道，火星的倾斜度或倾角发生过多次重大变化，因为它的两颗小卫星缺乏足够的质量和引力，无法像月球稳定地球般地来稳定住火星，有时火星的倾斜度甚至超过了80度。由于这些气候变化，形成了一层层的冰，当被小行星撞击时，就会形成环模型陨石坑。

## 另请查看
- 火星气候
- 同心坑沉积
- 都特罗尼勒斯桌山群
- 火星地质
- 冰川
- 火星冰川
- 伊斯墨纽斯湖区
- 舌状岩屑坡
- 火星水文——行星火星上的水文